# Vickers Valiant
Il Vickers Valiant (in inglese, Valoroso) era un bombardiere strategico britannico degli anni cinquanta.
Nato in risposta alla Specifica B.35/46, fu il primo dei quadrigetto divenuti famosi, in base all'iniziale dei rispettivi nomi, come V-Bombers (gli altri velivoli della classe furono l'Avro Vulcan e l'Handley Page HP.80 Victor).
Operativo tra il 1955 ed il 1965, fu protagonista dei primi lanci da un aereo di una bomba atomica britannica (sito di Maralinga, Australia, ottobre del 1956) e della prima bomba all'idrogeno britannica (Oceano Pacifico, maggio del 1957).

## Storia del progetto
Nell'immediato dopoguerra il Regno Unito considerava primario mantenere una forza aerea strategica che potesse fungere da deterrente nei confronti del potenziale nemico; a questo scopo la Royal Air Force mise in linea il quadrimotore Avro Lincoln (diretto sviluppo dell'Avro Lancaster) motorizzato, tuttavia, ancora da motori a pistoni.
Lo sviluppo tecnologico, legato in particolare al motore turbogetto ed alla bomba atomica, rese necessaria la realizzazione di una nuova generazione di velivoli che consentisse agli inglesi il mantenimento di tale forza di deterrenza.

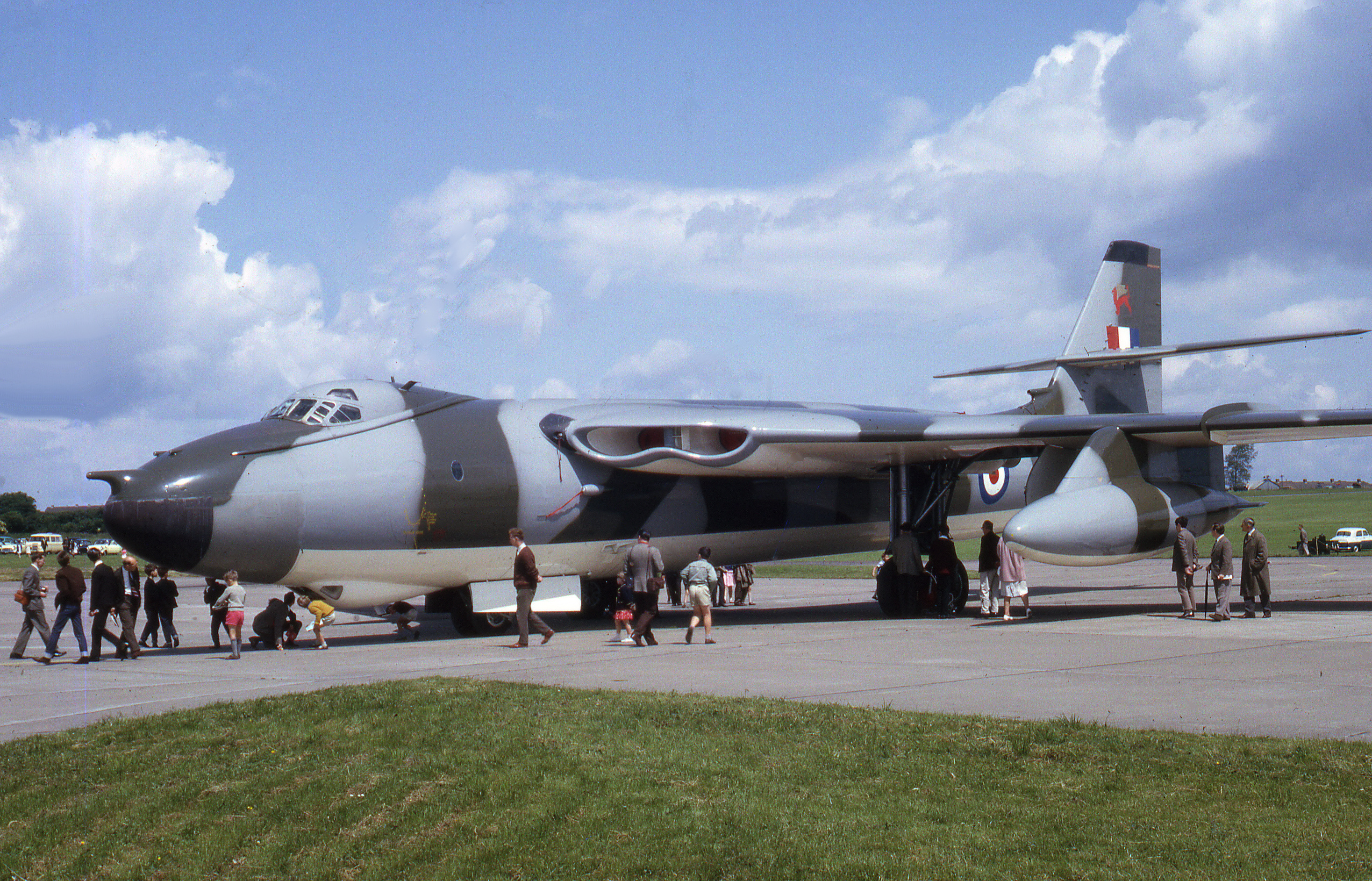
Un Vickers Valiant esposto presso il Bristol Filton Airport, all'inizio degli anni sessanta.

Il primo progetto in risposta alla specifica per questo nuovo velivolo venne dalla Vickers: pur non rispettando in pieno le caratteristiche richieste, lo sviluppo procedette (in base ad una nuova richiesta specifica, la B.9/48), in virtù della possibilità di una più rapida realizzazione, in attesa dei velivoli più sofisticati ed ambiziosi realizzati dalle case costruttrici concorrenti.
Nacque così il progetto Vickers Type 660, la cui motorizzazione era affidata a quattro Rolls-Royce Avon RA.3, mentre un secondo prototipo, cui venne assegnato il codice interno Type 667, avrebbe dovuto avere motori Armstrong Siddeley Sapphire.
Il primo prototipo volò per la prima volta il 18 maggio 1951; andò tuttavia distrutto, a causa di un incendio dovuto ad un guasto al circuito di alimentazione dei motori. Dopo le opportune modifiche il secondo prototipo, i cui motori erano nel frattempo stati sostituiti con i Rolls-Royce Avon RA.7, volò l'11 aprile 1952.
Il Type 660 aveva nel frattempo ricevuto la denominazione ufficiale di Valiant (scelto mediante un sondaggio svolto internamente alla Vickers) interrompendo una tradizione consolidata che voleva i bombardieri strategici individuati con nomi di città.
Il primo ordine per la produzione di serie arrivò nell'aprile del 1951, quando ancora non era stato effettuato il primo volo, ed il primo Valiant B.1 volò nel dicembre del 1953.

## Tecnica
Il Valiant era un monoplano ad ala alta, con angolo di freccia composito; l'equipaggio, formato da 5 elementi, era alloggiato in una cabina di pilotaggio pressurizzata.
I quattro motori turbogetto erano annegati, due per parte, alla radice delle semiali; si trattava di turbogetti Rolls-Royce Avon che fornivano una spinta di poco superiore ai 44 kN.
L'armamento era costituito da carichi di caduta fino ad un massimo di 21 000 lb ed era prevista la possibilità di trasportare ordigni nucleari.

## Impiego operativo
Entrato in servizio nel corso del 1955, il Valiant fece parlare di sé per una impressionante parata alla Mostra internazionale e esposizione di volo di Farnborough del settembre del medesimo anno: in quell'occasione si esibì una formazione composta da ben 12 velivoli del 138º Squadron della RAF.

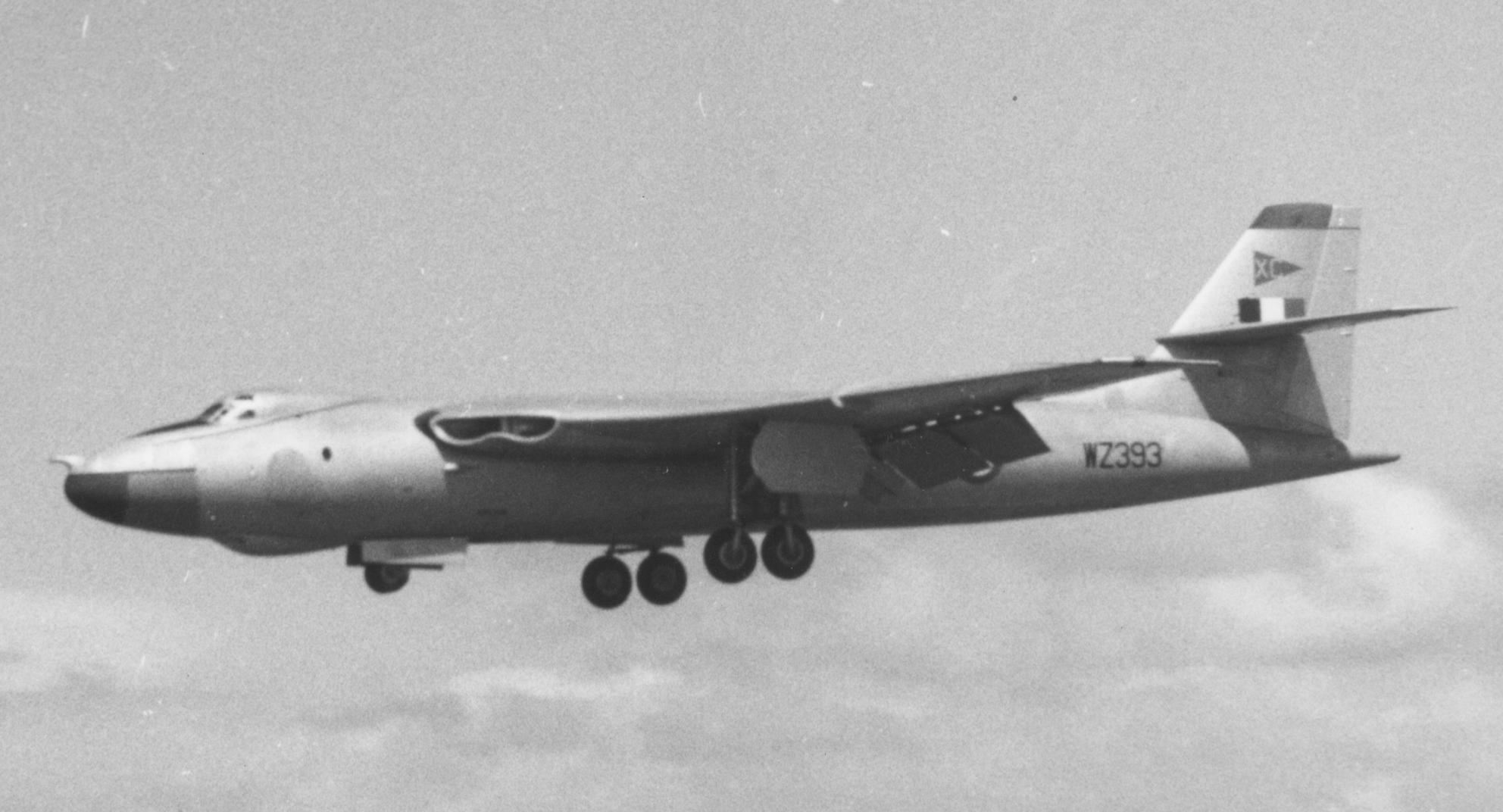
Un Vickers Valiant B.1 del 90º Squadron presso il Blackpool Squires Gate airport, nel giugno del 1957.

Sul finire del 1956 i Valiant ebbero la loro unica occasione di intervento in azioni di guerra, prendendo parte alle operazioni nel corso della Crisi di Suez.
Al momento dell'entrata in servizio dei Vulcan (prima) e dei Victor (poi), i Valiant vennero destinati, di prevalenza, al ruolo di aerocisterna.
Nel corso del 1964, al variare delle necessità strategiche determinate dall'entrata in servizio dei missili balistici (in particolare i UGM-27 Polaris), il Bomber Command tentò la riconversione dei Valiant in bombardieri da bassa quota. In questo caso, contrariamente a quanto avvenuto con il Vulcan, la transizione non ebbe esito felice in quanto emersero problemi di solidità strutturale che interessarono principalmente il longherone dell'ala. Di fronte a questi problemi la RAF dispose, nel gennaio del 1965, il ritiro dal servizio dei Valiant.

## Versioni

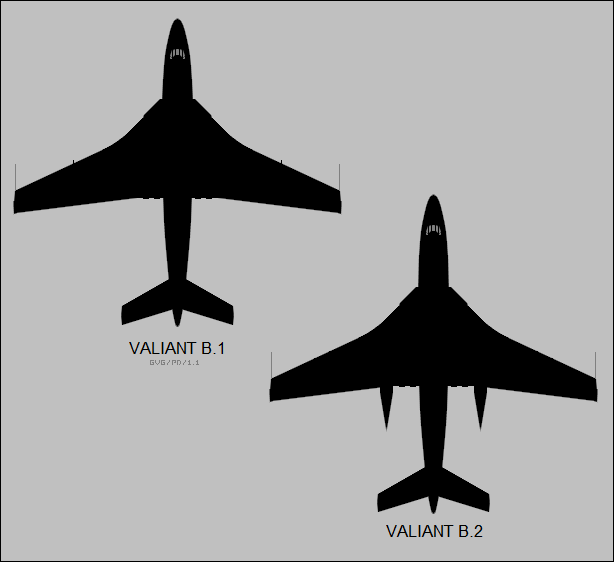
Differenze tra versioni dei Valiant.

- B.1 (Type 706): prima versione di serie, destinata al ruolo esclusivo di bombardiere. Venne prodotta complessivamente in 36 esemplari (compresi 5 di pre-serie, Type 674). Un B.1 venne impiegato come base di collaudo per la turboventola Rolls-Royce Pegasus;
  - B(PR).1 (Type 710): prima versione multiruolo; affiancava la possibilità d'impiego come bombardiere a quella di ricognitore. Ne furono costruiti 11 esemplari;
  - B(PR) K.1 (Type 733): serie di 13 esemplari che, in aggiunta alle funzioni della versione precedente, affiancava la possibilità di assolvere il compito di aerocisterna;
  - BK.1 (Type 758): versione studiata per l'impiego come bombardiere o aerocisterna; venne realizzata in 44 unità;
- B.2: singolo prototipo, frutto di un'estesa revisione del progetto iniziale (con ampie modifiche al muso, all'ala ed al carrello), era destinato allo sviluppo di una versione espressamente destinata al bombardamento a bassa quota; malgrado prestazioni sensibilmente migliori rispetto alle versioni iniziali, non ebbe seguito produttivo.

Dati sulle versioni tratti da "L'Aviazione".

## Utilizzatori
Regno Unito
- Royal Air Force